# 动作技能
动作技能（Motor skill）是指有效使用骨骼肌的技能。动作技能依赖于脑、骨骼、关节和神经系统的机能，因此动作技能包括这些系统的机能。大部分动作技能在儿童早期习得，尽管伤残会影响动作技能的发展。 
动作技能可以分为两部分:
- 一般动作技能（英语：Gross motor skill）包括抬头、翻身、坐起、平衡、爬行和行走。一般动作发展来自于模仿。总体上大肌肉发展较小肌肉早。因此，一般动作技能发展是高级动作技能发展的基础。通常婴儿首先学习的任务是控制他们的头部。
- 高级动作技能（英语：Fine motor skill）包括操作小物体，传递物体和各种手眼协调任务的能力。高级动作技能包括用极其精确的动作以完成一项特别精密的任务。高级动作技能的例子包括用拇指和食指捡起小物体、剪切、涂色、写字和串起珠子。高级动作发展包括小肌肉群技能的发展。

动作技能具有4个特征：
1. 动作技能是后天习得的。简单的或不随意的肌肉反应，如人的眨眼反射或摇头动作不属于动作技能，只有那些后天习得的并能持久地保持下来的动作活动方式才属于动作技能。它是以感知系统与运动系统间的密切协调为必要条件的动作活动方式，所以，它又被称之为知觉运动技能。
2. 动作技能在时间和空间的结构上具有不变性。从的外部结构来看，动作技能应是由若干动作按一定的顺序组织起来的动作体系。任何一种动作技能都具有时间上的先后动作顺序和一定的空间结构，其时间顺序性是不变的。例如，原地推铅球这一动作技能，从持球蹬腿、转体到最后出手用力的动作顺序是不变的；动作的空间结构也具有稳定性。当然，动作技能在基本样式的基础上，有多种变式。比如说，篮球的运球动作，其动作的幅度有大小变化，节奏也有快慢变化。
3. 动作技能的运用是由任务驱动的。学习者对动作技能的运用是主动的，只有当任务需要时才表现出某种动作技能，例如，在网球的接发球环节中，采取何种动作接球，是依据对手来球的旋转、力量和速度决定的。
4. 熟练程度越高，动作技能越自动化。动作技能的习得是一个通过练习从低层次的感知系统与运动系统的协调关系向高层次的协调关系发展的过程，最终达到高度自动化。熟练程度越高的动作技能，越能轻松敏捷而且完善地完成。例如，在篮球运动中的单手肩上投篮动作，随着熟练程度的提高，投篮的技能越完善，投篮的命中率越高，而且意识的参与控制的程度越少。

## 残疾影响动作技能
- AIDS dementia complex
- 阿兹海默病
- 亞斯伯格症候群
- 注意力不足過動症
- 紧张症
- 大脑性麻痹
- 唐氏综合症
- 运动困难
- 张力减退
- 多发性硬化
- 帕金森氏症